# Bidentotinthia
Bidentotinthia is een geslacht van vlinders uit de familie wespvlinders (Sesiidae), onderfamilie Tinthiinae.
Bidentotinthia is voor het eerst wetenschappelijk beschreven door Arita & Gorbunov in 2003. De typesoort is Bidentotinthia borneana.

## Soort
Bidentotinthia omvat de volgende soort:
- Bidentotinthia borneana Arita & Gorbunov, 2003